# Xã Wilmington, Quận Union, Arkansas
Xã Wilmington (tiếng Anh: Wilmington Township) là một xã thuộc quận Union, tiểu bang Arkansas, Hoa Kỳ. Năm 2010, dân số của xã này là 604 người.